# Polimatía

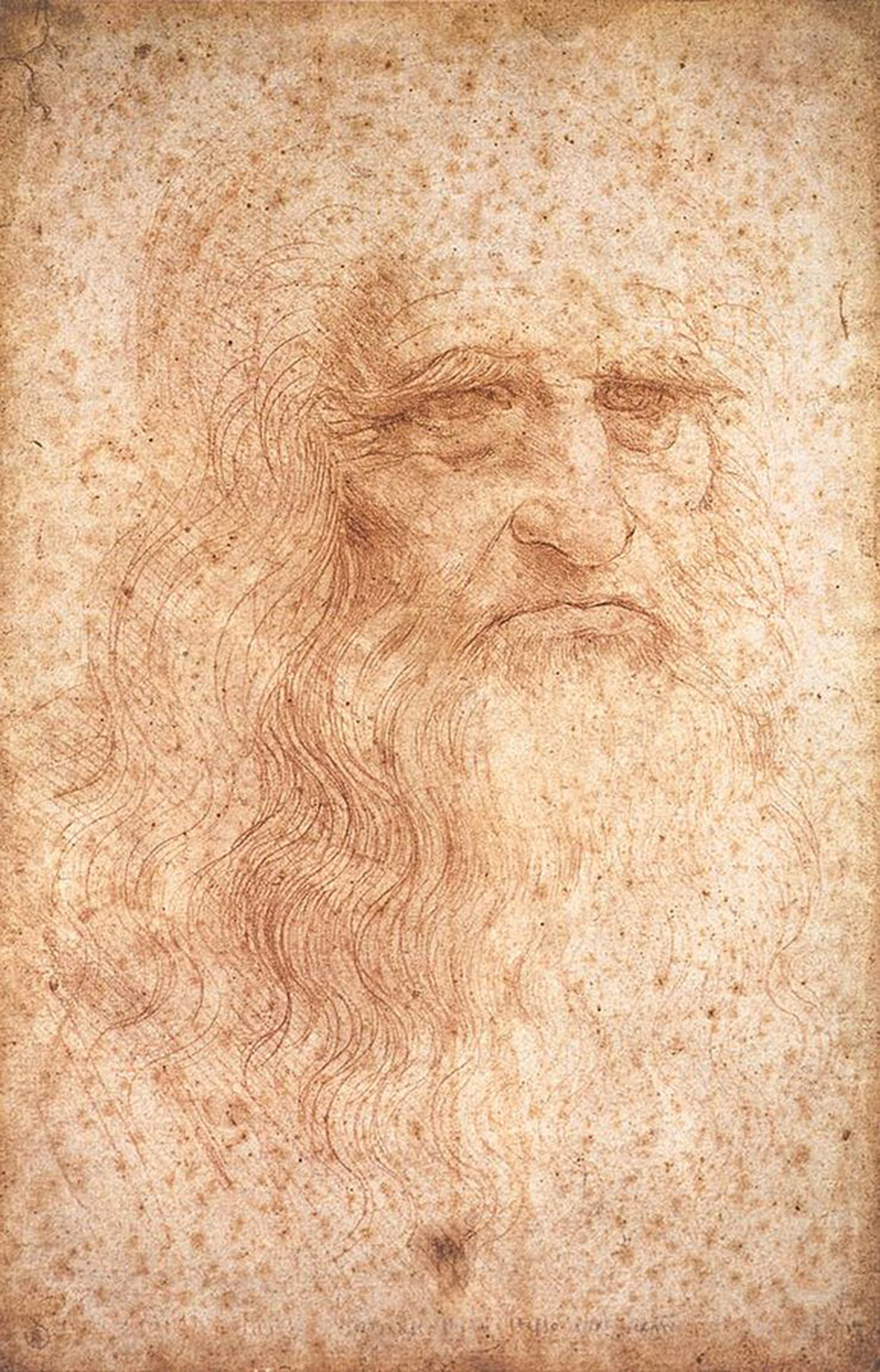
Leonardo da Vinci, considerado el arquetipo de homo universalis u "hombre del renacimiento", es uno de los polímatas más reconocidos.

La polimatía (del griego πολυμαθία polymathía, ‘el aprender mucho’ —de πολύ polý, ‘mucho’, y μανθάνω mantháno, ‘aprender’—) es la sabiduría que abarca conocimientos sobre campos diversos de la ciencia, arte o las humanidades. Un polímata (del griego: πολυμαθής) es un individuo que posee conocimientos que abarcan diversas disciplinas. La mayoría de los filósofos de la antigüedad eran polímatas, tal como se entiende el término hoy en día.
También se utilizan los términos «erudito», «hombre renacentista» u «hombre del renacimiento» y, con menos frecuencia, «homo universalis» (expresión latina que podría traducirse como ‘hombre de espíritu universal’). El término relacionado polihistor es un término antiguo con un significado similar.
Este concepto fue desarrollado durante el Renacimiento italiano (uomo universale) por uno de sus máximos representantes, el arquitecto Leon Battista Alberti, quien afirmó que: 

El artista en este contexto social no debe ser un simple artesano, sino un intelectual preparado en todas las disciplinas y en todos los terrenos.

 Esta idea recoge los principios básicos del humanismo del Renacimiento, que se caracterizaba por considerar al hombre como un ser todopoderoso, con capacidades ilimitadas para el desarrollo, y exhortaba a la gente a abarcar todos los campos del conocimiento y desarrollar sus capacidades al máximo. Por este motivo, muchos hombres hicieron florecer notablemente la cultura y el arte en el Renacimiento.

## El hombre del Renacimiento

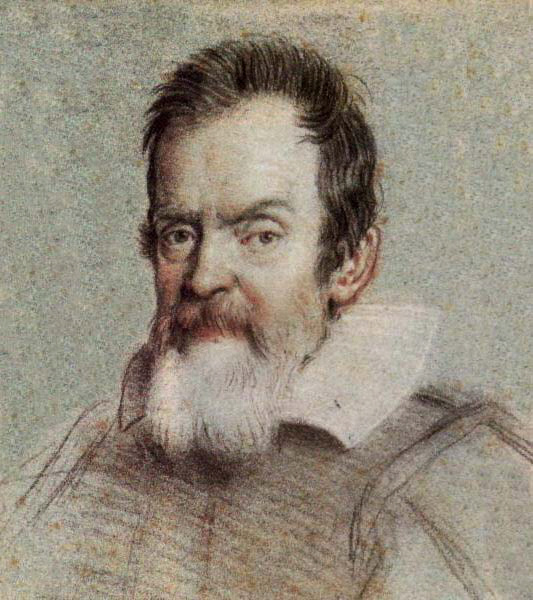
Galileo Galilei fue un famoso polímata.

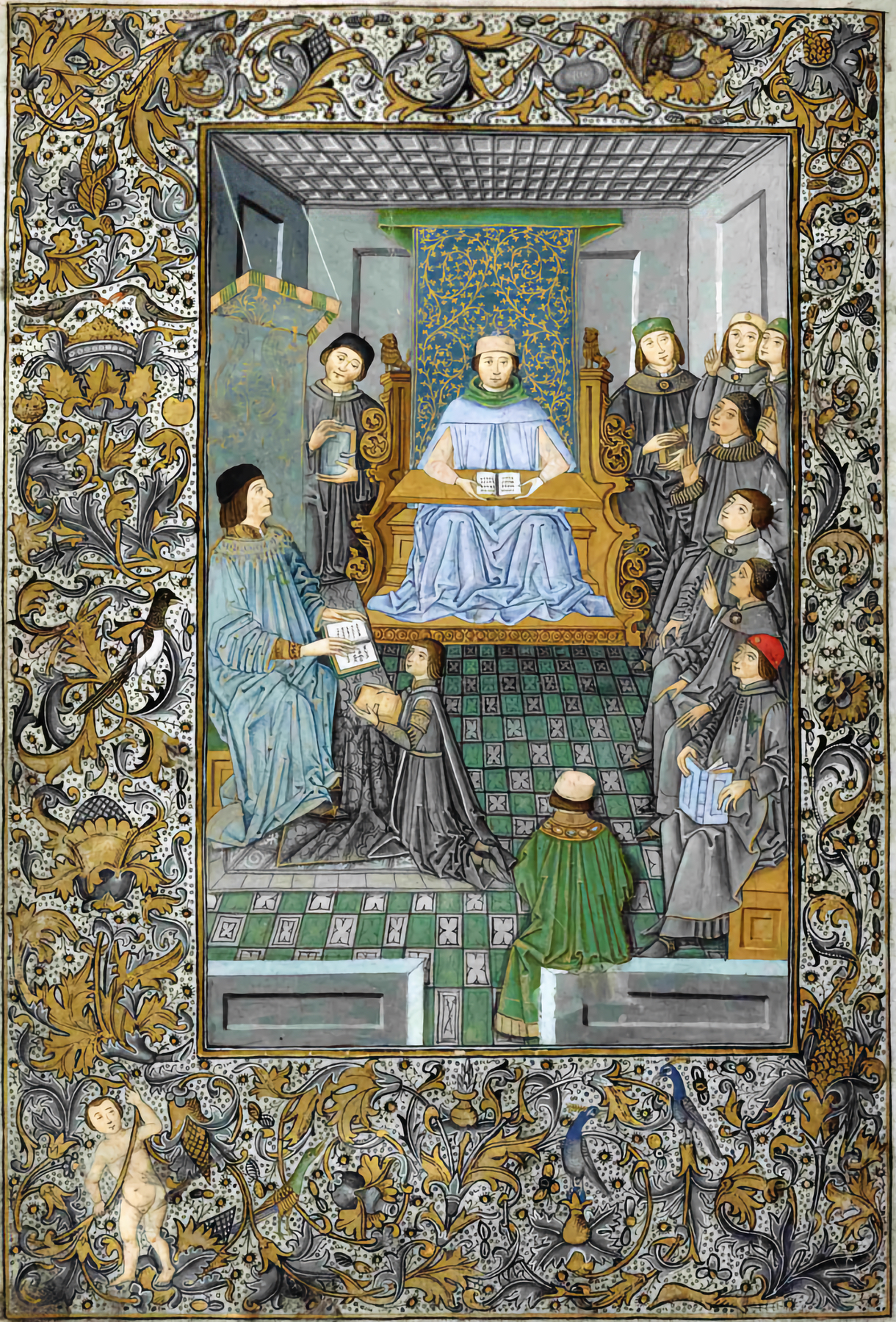
Antonio de Nebrija, gran polímata hispánico, impartiendo una clase de gramática. Manuscrito iluminado c. 1486.

El término «hombre del Renacimiento» en la actualidad se utiliza para referirse a los grandes pensadores que vivieron antes, durante o después del Renacimiento. Leonardo da Vinci ha sido descrito a menudo como el arquetipo del hombre renacentista, un hombre de «curiosidad insaciable» y de «imaginación febril inventiva».
Muchos polímatas notables vivieron durante la época del Periodo Renacentista, un movimiento cultural que se extendió aproximadamente del siglo XIV al XVII y que comenzó en Italia en la Baja Edad Media y más tarde se propagó al resto de Europa. Estos polímatas tenían un enfoque de 360 grados alrededor de la educación, que refleja los ideales de los humanistas de este período. Se esperaba de un caballero o cortesano de la época que pudiera hablar varios idiomas, tocar un instrumento musical, escribir poesía, etc., cumpliendo así el ideal renacentista. La idea de una educación universal era esencial para lograr la capacidad de erudito. Por lo tanto, se utilizó la palabra «universidad» para describir una casa de estudios. En este momento las universidades no se especializaban en áreas específicas, por lo que a los alumnos se les enseñaba un amplio panorama de la ciencia, la filosofía y la teología de su tiempo. Esta educación universal les dio una base desde la que podían continuar un aprendizaje para convertirse en maestros de un campo específico. 
Durante el Renacimiento, Baldassare Castiglione, en El cortesano, describe los atributos que debe tener un cortesano ideal. Al hablar del polímata, Castiglione destacó en su guía el tipo de actitud que debe acompañar a los muchos talentos de un gran pensador, una actitud que llamó sprezzatura. Un cortesano debe tener una actitud individual, ser despreocupado, fresco, hablar bien, cantar, recitar poesía, tener un porte adecuado, ser atlético, conocer las humanidades y las obras clásicas, pintar y dibujar y poseer muchas otras habilidades, siempre sin comportamiento llamativo o jactancioso, en definitiva, con sprezzatura. Los muchos talentos del polímata deben aparecer a los demás de manera que parezca que los realiza sin esfuerzo, de forma desenfadada, casi sin pensar.
En cierto modo, los requisitos del caballero de Castiglione recuerdan al sabio chino Confucio, que mucho antes representó el comportamiento cortesano, la piedad y las obligaciones de servicio propios de un caballero. La disposición fácil ante tareas difíciles también se asemeja a la falta de esfuerzo inculcada por el Zen, como en el tiro con arco, donde ninguna atención consciente es necesaria más que la espontaneidad pura, produciendo una mayor habilidad y más nobleza. Para Castiglione, la actitud de aparente falta de esfuerzo debe acompañar a una gran habilidad en muchos campos distintos. El cortesano debe «evitar la afectación... (y) ... practicar… una cierta sprezzatura… disimular todo el arte y hacer todo lo que se hace o se dice aparentando que no exige esfuerzo alguno y casi sin pensar en ello».
Este ideal renacentista difiere ligeramente del concepto del polímata en el que intervienen más aptitudes intelectuales. Históricamente (aproximadamente 1450–1600) representó a una persona que se esforzaba por «desarrollar sus capacidades de la manera más completa posible», tanto mental como físicamente.
Cuando a alguien se le llama hoy en día «Hombre del Renacimiento» o «Mujer Renacentista», se entiende que, en lugar de simplemente tener amplios intereses o conocimientos superficiales en varios campos, poseen un conocimiento más profundo y una habilidad, o incluso una experiencia en algunos de esos campos al menos.
En la actualidad, la expresión «Hombre del Renacimiento» se emplea generalmente para describir a una persona con dominio intelectual o académico, y no necesariamente del aprendizaje universal implícito en el Humanismo Renacentista. Algunos diccionarios usan el término «Hombre del Renacimiento» para describir a alguien con muchos intereses o talentos, mientras que otros dan un significado restringido al Renacimiento y más estrechamente relacionado con los ideales del Renacimiento.

## Términos relacionados
Aparte de «hombre del Renacimiento», como se mencionó anteriormente, otros términos similares en uso son homo universalis (latín) y uomo universale (italiano), que se traducen como ‘persona universal’ u ‘hombre universal’. El término relacionado «generalista» o «multipotencial», en contraste con «especialista», se utiliza para describir a una persona con un enfoque general de conocimientos.

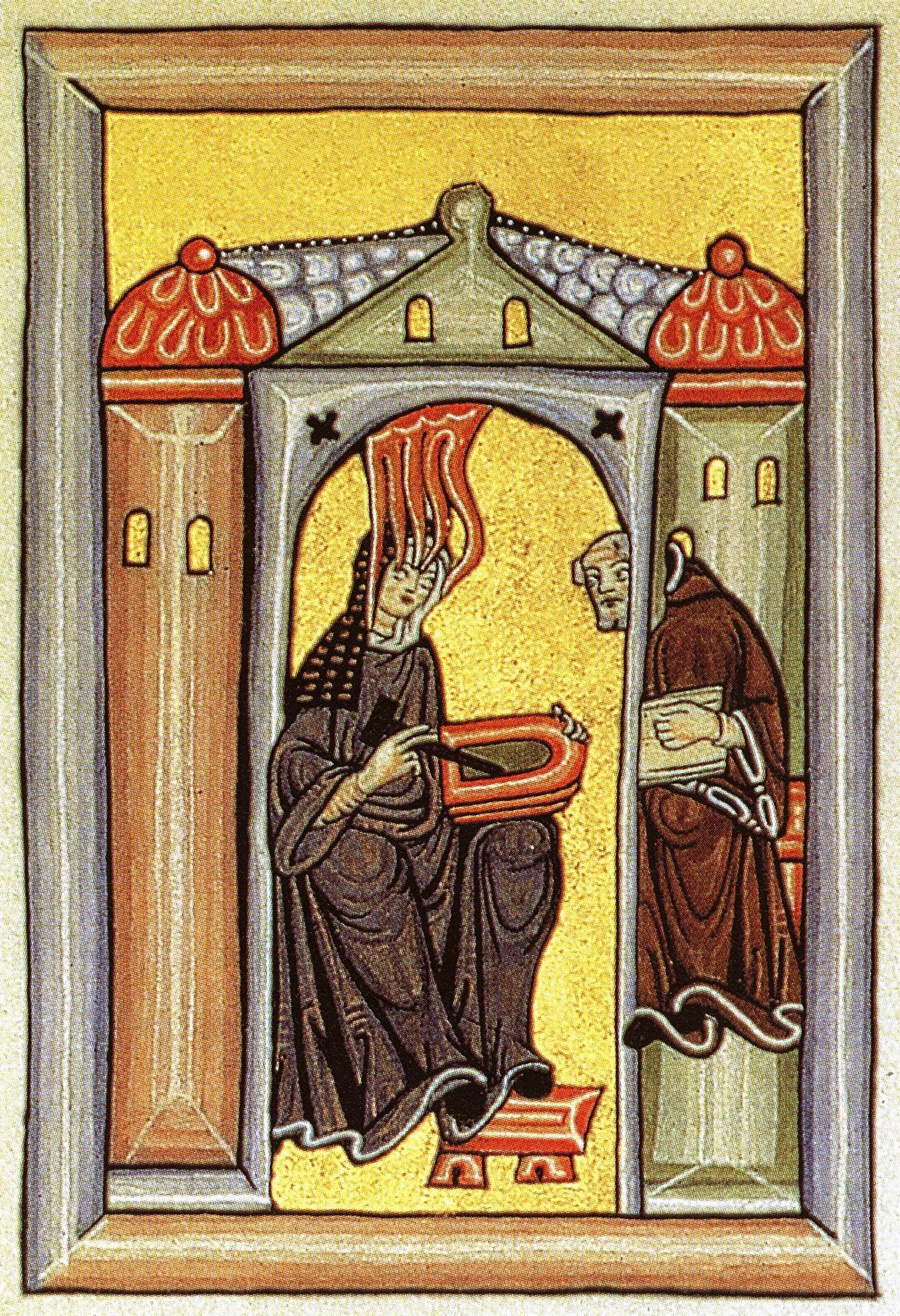
La polímata alemana medieval Hildegarda de Bingen, dictando a su escribiente en una ilustración de Liber Scivias.

El término «genio universal» suele aplicarse a Leonardo da Vinci como primer ejemplo. Parece emplearse sobre todo cuando una persona ha hecho contribuciones duraderas en al menos uno de los campos en los que se vio involucrado activamente, y cuando el enfoque de sus intereses tiene carácter universal. 
Cuando una persona se describe como poseedora de un «conocimiento enciclopédico», es por exhibir un vasto ámbito de conocimientos. Esta designación puede ser anacrónica, como en el caso de personas como Eratóstenes, que actualmente tiene la reputación de haber tenido conocimientos enciclopédicos, pese a que su vida fue anterior a la existencia de cualquier enciclopedia.

## En deportes
En el Reino Unido, frases como «deportista polifacético», «erudito deportivo/polímata deportivo» o simplemente «erudito/polímata» se utilizan de vez en cuando en un sentido restringido para referirse a los atletas que han actuado en un alto nivel en varios deportes muy diferentes, en lugar de a los superdotados en muchos campos de estudio. Alguien cuyos logros se limitan al atletismo, no se consideraría un «erudito» en el sentido habitual de la palabra. Un ejemplo es Benjamin Howard Baker, que fue llamado un «erudito deportivo» por la Enciclopedia del Football Británico por ganar títulos en salto de altura y en cricket, fútbol y waterpolo.